# Sparkasse Merzig-Wadern
Die Sparkasse Merzig-Wadern ist eine saarländische Sparkasse mit Sitz in Merzig. Sie ist eine Anstalt des öffentlichen Rechts und entstand am 1. Januar 1994 aus der Fusion der Kreissparkassen Merzig und Wadern.

## Organisationsstruktur
Das Geschäftsgebiet der Sparkasse Merzig-Wadern umfasst den Landkreis Merzig-Wadern, welcher auch Träger der Sparkasse ist. Rechtsgrundlagen sind das Sparkassengesetz für das Saarland und die Satzung der Sparkasse. Organe der Sparkasse sind der Verwaltungsrat und der Vorstand. Die Sparkasse Merzig-Wadern ist Mitglied des Sparkassenverbandes Saar und über diesen auch im Deutschen Sparkassen- und Giroverband.

### Filialstruktur
Die Sparkasse ist in jeder der sieben Kommunen des Geschäftsgebiets mit einer der 24 ständig mit Personal besetzen Filialen präsent: In sieben Finanzcentern können an fünf Tagen pro Woche alle Bankdienstleistungen in Anspruch genommen werden. Weitere Filialen sind teilweise in ihren Öffnungszeiten eingeschränkt, Beratungstermine können jedoch flexibel vereinbart werden. Es gibt dreizehn reine SB-Stellen, außerdem existiert eine mobile Filiale, die 21 Orte anfährt.

## Geschäftszahlen
Die Sparkasse Merzig-Wadern wies im Geschäftsjahr 2023 eine Bilanzsumme von 2,237 Mrd. Euro aus und verfügte über Kundeneinlagen von 1,715 Mrd. Euro. Gemäß der Sparkassenrangliste 2023 liegt sie nach Bilanzsumme auf Rang 219. Sie unterhält 32 Filialen/Selbstbedienungsstandorte und beschäftigt 380 Mitarbeiter.

## Sparkassen-Finanzgruppe
Die Sparkasse Merzig-Wadern ist Teil der Sparkassen-Finanzgruppe und gehört damit auch ihrem Haftungsverbund an. Er sichert den Bestand der Institute und sorgt dafür, dass sie auch im Fall der Insolvenz einzelner Sparkassen alle Verbindlichkeiten erfüllen können. Die Sparkasse vermittelt Bausparverträge der regionalen Landesbausparkasse, offene Investmentfonds der Deka und Versicherungen der Saarland Versicherung. Im Bereich des Leasing arbeitet die Sparkasse Merzig-Wadern mit der  Deutschen Leasing zusammen. Die Funktion der Sparkassenzentralbank nimmt die Landesbank Saar wahr.